# استاینکیر
استاینکیر (به نروژی: Steinkjer) یک بخش در کشور نروژ است که در استان نورد تروندلاگ واقع شده‌است و ۱٬۵۶۴٫۲۹ کیلومترمربع مساحت و ۲۱٬۱۵۱ نفر جمعیت دارد.

## آب‌وهوا
| داده‌های اقلیم میانگین در ۱۰ سال گذشته | داده‌های اقلیم میانگین در ۱۰ سال گذشته | داده‌های اقلیم میانگین در ۱۰ سال گذشته | داده‌های اقلیم میانگین در ۱۰ سال گذشته | داده‌های اقلیم میانگین در ۱۰ سال گذشته | داده‌های اقلیم میانگین در ۱۰ سال گذشته | داده‌های اقلیم میانگین در ۱۰ سال گذشته | داده‌های اقلیم میانگین در ۱۰ سال گذشته | داده‌های اقلیم میانگین در ۱۰ سال گذشته | داده‌های اقلیم میانگین در ۱۰ سال گذشته | داده‌های اقلیم میانگین در ۱۰ سال گذشته | داده‌های اقلیم میانگین در ۱۰ سال گذشته | داده‌های اقلیم میانگین در ۱۰ سال گذشته | داده‌های اقلیم میانگین در ۱۰ سال گذشته |
| ماه                                   | ژانویه                                | فوریه                                 | مارس                                  | آوریل                                 | مه                                    | ژوئن                                  | ژوئیه                                 | اوت                                   | سپتامبر                               | اکتبر                                 | نوامبر                                | دسامبر                                | سال                                   |
| ------------------------------------- | ------------------------------------- | ------------------------------------- | ------------------------------------- | ------------------------------------- | ------------------------------------- | ------------------------------------- | ------------------------------------- | ------------------------------------- | ------------------------------------- | ------------------------------------- | ------------------------------------- | ------------------------------------- | ------------------------------------- |
| میانگین بیش‌ترین °C (°F)               | −۱ (۳۰)                               | −۱ (۳۰)                               | ۲ (۳۶)                                | ۸ (۴۶)                                | ۱۲ (۵۴)                               | ۱۶ (۶۱)                               | ۱۹ (۶۶)                               | ۱۸ (۶۴)                               | ۱۳ (۵۵)                               | ۷ (۴۵)                                | ۳ (۳۷)                                | ۰ (۳۲)                                | ۸ (۴۶٫۳)                              |
| میانگین کم‌ترین °C (°F)                | −۵ (۲۳)                               | −۶ (۲۱)                               | −۴ (۲۵)                               | ۲ (۳۶)                                | ۶ (۴۳)                                | ۱۰ (۵۰)                               | ۱۲ (۵۴)                               | ۱۱ (۵۲)                               | ۷ (۴۵)                                | ۳ (۳۷)                                | −۱ (۳۰)                               | −۳ (۲۷)                               | ۲٫۷ (۳۶٫۹)                            |
| منبع:                                 |                                       |                                       |                                       |                                       |                                       |                                       |                                       |                                       |                                       |                                       |                                       |                                       |                                       |

## خواهرخوانده
شهرهای Sollefteå Municipality و سولفتئو خواهرخوانده‌های استاینکیر هستند.